# 蘇珊娜·樋口
蘇珊娜·靜子·樋口·宮川（西班牙語：Susana Shizuko Higuchi Miyagawa，1950年4月26日—2021年12月8日），和名樋口靜子，秘魯日裔政治人物、工程師，為前總統阿爾韋托·藤森前妻，曾擔任國會議員。
樋口於1974年與藤森結婚，至1996年離婚。期間，她與藤森育有四名子女，包括國會議員藤森惠子及藤森健二。在藤森出任總統期間，她是最早揭露藤森貪污等醜聞的人物之一。